# Arun Sonakia
Arun Sonakia († 19. Mai 2018 in Madhya Pradesh) war ein indischer Geologe, der durch seine Forschung auf dem Gebiet der Stammesgeschichte des Menschen bekannt wurde. Sonakia war beim Geological Survey of India beschäftigt, wo er zuletzt bis zu seiner Pensionierung als Direktor der Paläontologischen Abteilung des Geological Survey of India in Nagpur tätig war.

## „Narmada Mensch“
Arun Sonakia entdeckte am 5. Dezember 1982 in der Nähe der Ortschaft Hathnora im so genannten Boulder-Konglomerat des Flusses Narmada das teilweise erhaltene fossile Schädeldach eines Frühmenschen – das erste bis dahin bekannte hominine Fossil in Indien. Der Fund dieses Fossils Hathnora 1 (auch: Narmada Man, „Narmada-Mensch“) verschaffte seinem Entdecker internationale Anerkennung.
Da Sonakia während der Erstbeschreibung des Fossils ein beachtliches Gehirnvolumen von ca. 1280 cm³ rekonstruierte, glaubte er, beim Narmada Man handele es sich um einen Mann. Eine Untersuchung des Schädeldachs durch Marie-Antoinette de Lumley ergab 1985 jedoch, dass es sich vermutlich um eine erwachsene, etwa 27- bis 32-jährige Frau handelte, die nach der Uran-238-Datierung eines in derselben Fundschicht aufgefundenen Rinder-Schulterblatts vor mindestens 236.000 Jahren im späten Mittelpleistozän in Zentralindien lebte. 2012 ergab eine ausführliche Rekonstruktion der Fundschichten für das Schädeldach ein wahrscheinliches Alter von 250.000 Jahren und für zwei ebenfalls dem „Narmada Mensch“ zugeschriebene Fossilien (ein Schlüsselbein und eine Rippe) ein Alter von 200.000 Jahren.
Die Zuordnung des Fossils zu einer bestimmten Art der Gattung Homo ist bislang ungeklärt, auch existiert keine sichere, direkte Datierung des Fossils. Von indischen Forschern wurde das Fossil wiederholt als Vorfahre des anatomisch modernen Menschen (Homo sapiens) interpretiert, es wurde als indische Variante von Homo erectus eingeordnet (Homo erectus narmadensis), zu Homo heidelbergensis gestellt und als „Homo narmadensis“ bezeichnet.
Der Paläoanthropologe Chris Stringer wies im Jahre 2012 darauf hin, das Fossil könne möglicherweise zu den Denisova-Menschen gehören.
Arun Sonakia starb im Mai 2018 bei einem Verkehrsunfall.